# Canfora 5-monoossigenasi
La canfora 5-monoossigenasi è un enzima appartenente alla classe delle ossidoreduttasi, che catalizza la seguente reazione:
(+)-canfora + putidaredossina + O2 ⇄ (+)-esso-5-idrossicanfora + putidaredossina ossidata + H2O
L'enzima è una proteina eme-tiolata (P-450). Agisce anche sul (-)-canfora e sul 1,2-canfolide, generando 5-esso-idrossi-1,2-canfolide.